# Carmine Macaluso

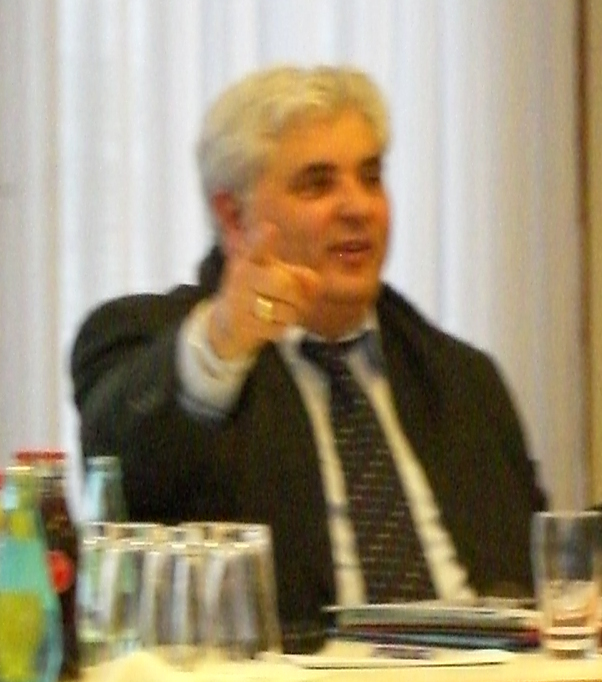
Carmine Macaluso, 2010

Carmine Macaluso (* 9. Juni 1954 in Neapel) ist ein italienischstämmiger Lehrer für muttersprachlichen Ergänzungsunterricht (MEU) und Funktionär der Christlichen Arbeiterbewegung Italiens (ACLI) in Deutschland. Dort war er unter anderem in den Jahren 2005 bis 2013 Bundesvorsitzender.

## Leben
Macaluso wurde im Juni 1954 in Neapel geboren und wuchs in der sizilianischen Stadt Viagrande auf. Er studierte Deutsch und Französisch in Catania und Mailand. 1976 emigrierte er nach Deutschland und ließ sich zunächst in München, dann im Allgäu nieder. Seit 1980 unterrichtet er als MEU-Lehrer in Kaufbeuren und weiteren Schulorten in Schwaben italienische Schüler in italienischer Sprache und italienischer Kultur.  

### Sozial- und parteipolitisches Engagement
Im Jahr 1980 war er Mitbegründer des Unterverbandes der ACLI in Marktoberdorf-Kaufbeuren, dem er seit 1988 als Präsident vorsteht. Im Jahr 1996 wurde er zum Landesvorsitzenden der ACLI Bayern gewählt und folgte im April 2005 Teresa Baronchelli im Amt des Bundesvorsitzenden des Verbandes.
In München war er zweimal Präsident des 1991 gegründeten Komitees der Italiener im Ausland im Konsularbezirk München Com.It.Es. München (Abkürzung für Comitati degli Italiani all’Estero München; auch ComItEs di Monaco di Baviera), einmal vom 18. Juli 1992 bis zum 15. Dezember 1995 und nochmals vom 8. Juli 1997 bis zum  14. Januar 2000. Das Com.It.Es. München ist gewählt von den volljährigen Italienern mit Wohnsitz in den bayrischen Regierungsbezirken Oberbayern, Niederbayern, Schwaben und Oberpfalz.
Carmine Macaluso ist seit dem Jahr 2001 Mitglied der SPD. Bei der Landtagswahl in Bayern 2013 kandidierte er als Direktkandidat im Stimmkreis Kaufbeuren sowie auf Platz 11 der Wahlkreisliste Schwaben. Er erzielte 12,3 %  der Wählerstimmen. Er ist Beisitzer im Vorstand der SPD Kaufbeuren Stadt. In den Jahren 2006 bis 2010 war er auch Vorsitzender des Ausländerbeirats der Stadt Kaufbeuren.
Einhergehend mit der Kandidatur für die Landtagswahl kandidierte er im Jahr 2013 nicht erneut für den Bundesvorsitz der ACLI Deutschland. In diesem Amt folgte ihm Duilio Zanibellato. Erneut ist er Landesvorsitzender der ACLI Bayern.

### Sonstiges
Macaluso ist seit 1985 Mitglied im Bayerischen Lehrer- und Lehrerinnenverband (BLLV). Er ist verheiratet und Vater dreier Kinder.

## Auszeichnungen
Für seine Bemühungen um eine Intensivierung der deutsch-italienischen Zusammenarbeit wurde Macaluso mehrfach ausgezeichnet. Im Oktober 2001 wurde ihm von Bundespräsident Johannes Rau die Verdienstmedaille der Bundesrepublik Deutschland verliehen. Drei Jahre später ehrte ihn der Stadtrat seiner Heimatstadt Viagrande mit dem Silbernen Adler (Aquila d’Argento). Im Februar 2007 empfing er aus der Hand des bayerischen Landwirtschaftsministers Josef Miller das Bundesverdienstkreuz am Bande. Im Jahr 2009 erhielt er das Komturkreuz (Commendatore) des Verdienstordens der Italienischen Republik. Im Sommer 2012 wurde ihm von der Gesellschaft Elefantino aus Catania in Kooperation mit dem Institut für Romanistik der Humboldt-Universität zu Berlin der internationale „Santi Correnti“-Preis verliehen. Der Preis geht an bedeutende Sizilianer, die sich um die Förderung europäischer Integrationsprozesse und die Imageförderung Siziliens verdient machen.